# Ikaho
Ikaho (jap. 伊香保町, -machi) war eine Gemeinde im Kitagunma-gun in der Präfektur Gunma.

## Geografie
Ikaho befindet sich zwischen dem Tal des Tone, wo das Zentrum von Shibukawa liegt, und dem über 1.400 Meter hohen Berg Haruna sowie dem Haruna-See zu dessen Füßen.

## Geschichte
Ikaho entstand 1889 durch den Zusammenschluss der Dörfer Ikaho, Mizusawa (水沢) und Yunakago (湯中子).
2006 wurde sie ebenso wie die Dörfer Akagi, Kitatachibana, Komochi und Onogami Teil der Stadt Shibukawa.

## Sehenswürdigkeiten
Überregional bekannt ist die Ikaho-Onsen, deren Existenz bereits aus dem 7. Jahrhundert überliefert ist. Zahlreiche Hotels, Gasthäuser und Souvenirläden haben sich in Ikaho aus diesem Grund angesiedelt. Die Quelle liegt südlich des Ortskerns hinter dem Ikaho-Schrein, zu dem eine 360 Stufen hohe Steintreppe aus dem Jahr 1567 vom Ort hinaufführt. Auch mehrere Golfplätze wurden in der Umgebung angelegt. 
Der Mizusawa-dera, ein Tempel der Tendai-shū, mit einer über tausendjährigen Geschichte befindet sich einige Kilometer südöstlich und ist Teil der Bandō Sanjūsankasho, 33 Kannon gewidmeten Tempeln, die an einem Pilgerrundweg durch den Osten Japans liegen.
Bekannt ist Ikaho auch für Mizusawa-Udon, die Nudeln werden aus dem in der Umgebung angebauten Weizen hergestellt.
Südlich des Ortskerns liegt auf dem Monokikiyama (物聞山) die Ikaho Rink (伊香保リンク, Ikaho rinku, dt. „Eislaufbahn Ikaho“).

## Verkehr
Die Ikaho-Seilbahn (伊香保ロープウェイ, Ikaho Ropeway) verbindet die Bodenstation Hototogisu mit der Station Miharashi (見晴, „Aussicht“) am Monokikiyama.  Sie überwindet dabei einen Höhenunterschied von 182 Metern.
Die Präfekturstraße 33 führt vom Stadtzentrum Shibukawas im Osten durch den Ort zum Haruna-See im Westen. Von ihr zweigt nach Südosten die Präfekturstraße 15 als Jōzō-Sanzan-Panoramastraße (上毛三山パノラマ街道, Jōzō-sanzan-panorama-kaidō) ab; als Jōzō-Sanzan werden die drei größten Berge der Umgebung bezeichnet: der Akagi im Osten, der Haruna im Westen und der Myōgi im Südwesten.

## Söhne und Töchter der Stadt
- Kogure Budayū, japanischer Verkehrsminister